# 4675 Обоке
4675 Обоке (4675 Ohboke) — астероїд головного поясу, відкритий 19 вересня 1990 року.
Тіссеранів параметр щодо Юпітера — 3,494.
Названо на честь Обоке (яп. おおぼけ(大歩危) о: боке)